# Melbu
Melbu és una localitat de la província de Nordland a la regió de Nord-Norge, Noruega. A 1 de gener de 2017 tenia una població estimada de 2.192 habitants. Està situada a la costa nord-occidental de la península escandinava, prop del fiord Ofotfjord.